# Boys (Summertime Love)
"Boys (Summertime Love)" (tạm dịch: "Những chàng trai (Tình yêu Mùa hè)") là một ca khúc phát hành năm 1987 trình diễn bởi ca sĩ người Ý Sabrina. Đây là đĩa đơn thứ ba trích từ album mang tên của cô và nhận được nhiều thành công ở nhiều quốc gia khác nhau, gồm Tây Ban Nha, Thụy Sĩ, Pháp và Ý, nơi ca khúc trở thành đĩa đơn quán quân. Ca khúc sau đó đã trở thành đĩa đơn đầu tiên của Sabrina phát hành tại Anh. Sau đó, bài hát đã được phát hành lại trong phiên bản phối lại của ca khúc hai lần - lần đầu vào năm 1995 tại Pháp với tên "Boys '95", và lần thứ hai vào năm 2003 với tên "Boys Boys Boys (The Dance Remixes)".
Ca khúc sau đó tiếp tục được xuất hiện trong album tuyển tập của Avex Trax, Super Eurobeat Presents: Hi-NRG 80's.

## Video âm nhạc

Sabrina trong video âm nhạc của "Boys (Summertime Love)".

Một phần thành công của bài hát nhờ vào phần video âm nhạc của ca khúc, được quay tại khách sạn Florida ở Jesolo (Veneto, Ý). Trong video, Sabrina nhảy xuống một hồ bơi trong khi áo tắm của cô liên tục tụt xuống, khiến cô lộ cả hai núm vú. Điều này đã giúp cho video trở thành một trong những video được tải xuống nhiều nhất trên Internet.
Trong một buổi phỏng vấn với Nino Firetto trên chương Music Box của kênh Super Channel vào cuối năm 1988, Sabrina đã tiết lộ rằng video âm nhạc cho "Boys" vốn dĩ được thực hiện để trở thành một phân đoạn của một chương trình tạp chí truyền hình. Đây chính là lý do tại sao phong cách của video khá giống như các chương trình tạp chí truyền hình ở Ý vào thời điểm ấy (gợi cảm một cách công khai) hơn là những video âm nhạc truyền thống khác.

## Các phiên bản trình diễn lại
Ca sĩ nhạc pop người Nhật Bản Aya Sugimoto đã trình diễn lại ca khúc này trong đĩa đầu tay của mình phát hành năm 1988. Một phiên bản khác với lời nhạc gốc bằng tiếng Anh mang tên "Boys (Tokyo Mix)" sau đó đã xuất hiện trong album đầu tay của Sugimoto, "Aya".
Năm 1994, ca khúc đã được trình diễn lại bởi nhóm nhạc punk rock và alternative rock người Pháp Ludwig von 88 trong album phòng thu của họ 17 plombs pour péter les tubes.
The Cheeky Girls, nhóm nhạc nổi tiếng ở Anh bởi lời nhạc gợi tình và những video âm nhạc quyến rũ đã phát hành một phiên bản của ca khúc với tên "Boys and Girls (Christmas Time Love)", xuất hiện trong bảng xếp hạng Christmas Top Fifty năm 2006.
Ca sĩ pop-rock người Ba Lan Doda đã trình diễn lại "Boys (Summertime Love)" trong nhiều tour lưu diễn của cô.
Bộ đôi ca sĩ người Slovak, TWiiNS cũng đã trình diễn lại ca khúc vào tháng 1 năm 2010 với tựa "Boys Boys Boys". Trong phiên bản của họ còn có sự góp mặt của nghệ sĩ nhạc rap Carlprit, người trước đây từng xuất hiện trong đĩa đơn thành công trên toàn thế giới của Cascada, "Evacuate the Dancefloor".

## Diễn biến trên bảng xếp hạng
"Boys (Summertime Love)" nhận được nhiều thành công tại Ý, nơi ca khúc giữ vững vị trí quán quân hai tháng liền.
Ca khúc đồng thời còn trở thành một thành công lớn ở Pháp khi giữ vững vị trí đầu bảng 5 tuần liền. Đĩa đơn đồng thời còn xuất hiện tại vị trí 29 và xuất hiện trên bảng xếp hạng SNEP Singles Chart ở Pháp 25 tuần liền từ ngày 12 tháng 12 năm 1987 đến 28 tháng 5 năm 1988. Sabrina sau đó đã trở thành ca sĩ nữ duy nhất trong thời điểm ấy vươn lên đứng đầu ở Pháp, bên cạnh ca sĩ người Pháp Lova Moor và Samantha Fox ở Anh. Ca khúc sau đó đã nhận được một chứng nhận đĩa Vàng bởi hiệp hội SNEP và trở thành đĩa đơn quán quân đầu tiên trình diễn bởi một ca sĩ người Ý. Theo trang web Infodisc, ca khúc đã trở thành đĩa đơn bán chạy nhất mọi thời đại thứ 292 tại Pháp với 683,000 bản được bán ra. Ca khúc đồng thời còn leo lên vị trí thứ 3 trên bảng xếp hạng UK Singles Chart (dù vậy, hoặc vì video âm nhạc của ca khúc đã bị cấm trình chiếu tại đây) và vị trí 11 tại Úc.

## Danh sách ca khúc
Đĩa đơn Chic 7"
1. "Boys (Summertime Love)" — 3:56
2. "Get Ready (Holiday Rock)" — 3:20

Đĩa đơn Dureco Benelux 7"
1. "Boys	(Summertime Love)" — 3:30
2. "Get Ready (Holiday Rock)" — 3:30

Đĩa đơn 12"
1. "Boys (Summertime Love)" (bản phối mới) - 5:40
2. "Boys (Summertime Love)" (bản dub) — 5:35
3. "Get Ready (Holiday Rock)" — 3:30

Đĩa đơn CD - phát hành năm 1995
1. "Boys '95" (Bản phối của Radio Lovers) - 5:36
2. "Boys '95" (Bản phối của N.Y.D.P.) - 3:40

## Xếp hạng và số bán
| Bảng xếp hạng (1987/88)       | Vị trí |
| ----------------------------- | ------ |
| Australian ARIA Singles Chart | 11     |
| Austrian Singles Chart        | 5      |
| Dutch Singles Chart           | 5      |
| Eurochart Hot 100             | 3      |
| Finnish Singles Chart         | 2      |
| French Singles Chart          | 1      |
| German Singles Chart          | 2      |
| Irish Singles Chart           | 3      |
| Norwegian Singles Chart       | 3      |
| South African Singles Chart   | 14     |
| Spanish Singles Chart         | 2      |
| Swedish Singles Chart         | 5      |
| Swiss Singles Chart           | 1      |
| UK Singles Chart              | 3      |

| Bảng xếp hạng (1987)     | Vị trí |
| ------------------------ | ------ |
| Dutch Top 40             | 36     |
| Swiss Singles Chart      | 7      |
| Bảng xếp hạng (1988)     | Vị trí |
| Australian Singles Chart | 41     |

| Quốc gia | Chứng nhận | Ngày | Số đĩa chứng nhận | Số đĩa bán ra |
| -------- | ---------- | ---- | ----------------- | ------------- |
| Pháp     | Vàng       | 1988 | 500.000           | 683.000       |
| Đức      | Vàng       | 1987 | 250.000           |               |